# 各務平七
各務 平七（かがみ へいしち、1849年7月13日（嘉永2年5月24日） - 1916年（大正5年）11月16日）は、明治から大正時代の政治家。衆議院議員。

## 経歴
美濃国土岐郡笠原村（岐阜県土岐郡笠原村、笠原町を経て現多治見市）に生まれる。岐阜県会議員を歴任した。
1902年（明治35年）8月の第7回衆議院議員総選挙では岐阜県郡部から出馬し当選。衆議院議員を1期務めた。